# Тапакуло андійський
Тапакуло андійський (Scytalopus magellanicus) — вид горобцеподібних птахів родини галітових (Rhinocryptidae).

## Поширення
Вид має великий ареал від центральної частини Чилі та західної Аргентини на південь до Вогняної Землі. Мешкає в підліску помірних вологих лісів, на їхніх узліссях, на чагарникових галявинах і кам'янистих або трав'янистих ділянках, переважно на висоті нижче 1000 м над рівнем моря.

## Опис
Дрібний птах завдовжки від 10 до 12 см. Дзьоб тонкий і чорний, а ноги рожеві і досить довгі. Хвіст короткий і прямий. Оперення темно-сіре з каштановим відтінком на боках і крилах. У деяких птахів на тімені є сріблясто-біла пляма. Молоді птахи темно-коричневі і зазвичай не мають білого кольору на тімені.